# Marmota caligata
Marmota caligata o marmota canosa es una especie de marmota que habita en las montañas del noroeste de América del Norte. Las marmotas canosas viven cerca de la línea de árboles en las laderas con pastos y hierbas para comer y áreas rocosas para cubrirse
Los parientes más cercanos de la especie son marmota de vientre amarillo, marmota olímpica y la La marmota de Vancouver, aunque las relaciones exactas no están claras.

## Descripción

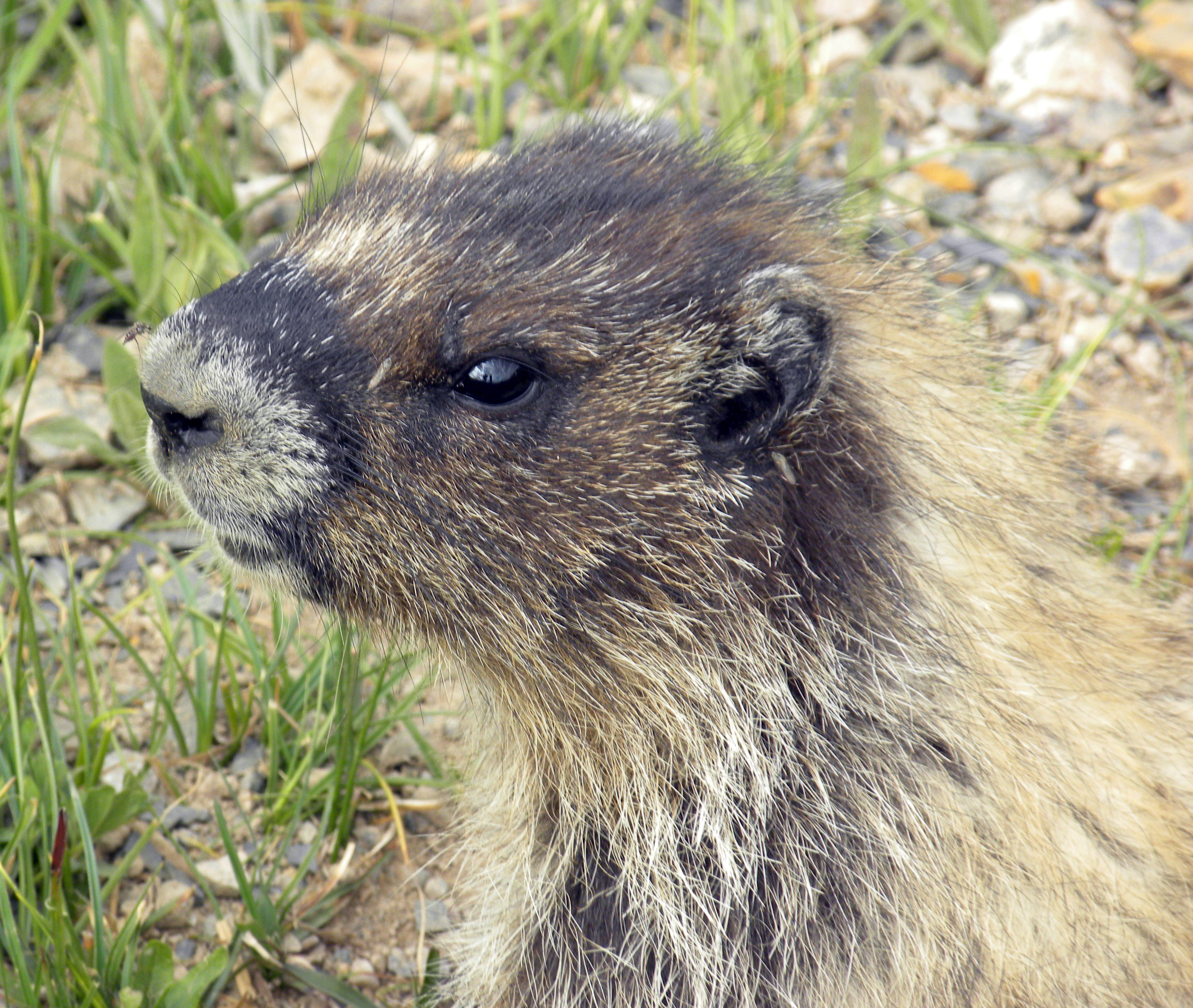
Marmota canosa cerca del parque nacional Banff, Canadá

Marmota caligata es un roedor de la familia Sciuridae grande, voluminoso, con extremidades cortas y pesadas y una cabeza ancha. Los adultos varían de 62 a 82 cm (24 a 32 in) de longitud total, incluyendo una cola de 17 a 25 cm (6.7 a 9.8 in). La especie cuenta con dimorfismo sexual los machos son significativamente más grandes que las hembras en la mayoría de las subespecies. Debido a su larga hibernación, durante la cual sobreviven con reservas de grasa, el peso de los animales varía considerablemente a lo largo del año, desde un promedio de 3.75 kg (8.3 lb) en mayo a alrededor de 7 kg (15 lb) en septiembre, para un adulto completamente crecido. Unos pocos adultos de otoño pueden pesar hasta 10 kg (22 lb), con los excepcionales que alcanzan los 13.5 kg (30 lb) Se dice que es el miembro más grande de la familia de las ardillas, aunque la marmota alpina ligeramente más ligera a veces se titula así
La palabra 'canoso' se refiere al pelaje gris plateado en los hombros y la parte superior de la espalda; el resto de las partes superiores tienen un pelaje pardo o rojizo. La cabeza es negra en la superficie superior, con una mancha blanca en el hocico, pelaje blanco en la barbilla y alrededor de los labios, y pelaje negro o marrón en otras partes. Los pies y la parte inferior de las piernas son negros, a veces con manchas blancas en las patas delanteras. Las marmotas tienen pelos de protección largos que proporcionan la mayor parte del color visible de su pelaje, y una capa densa y suave que proporciona aislamiento. Las partes inferiores de color grisáceo del cuerpo carecen de este efecto de la piel, y tienen un pelo más escaso que el resto del cuerpo.
Las patas tienen garras ligeramente curvadas, que son algo más grandes en las patas delanteras que en las posteriores. Los pies tienen almohadillas sin pelo, mejorando su agarre. La cola es larga, ligeramente aplanada y cubierta de pelaje denso. Aparte del tamaño más grande de los machos, ambos sexos tienen una apariencia similar. Las hembras tienen cinco pares de tetinas, que van desde las regiones pectorales a las inguinales.

## Distribución y Hábitat

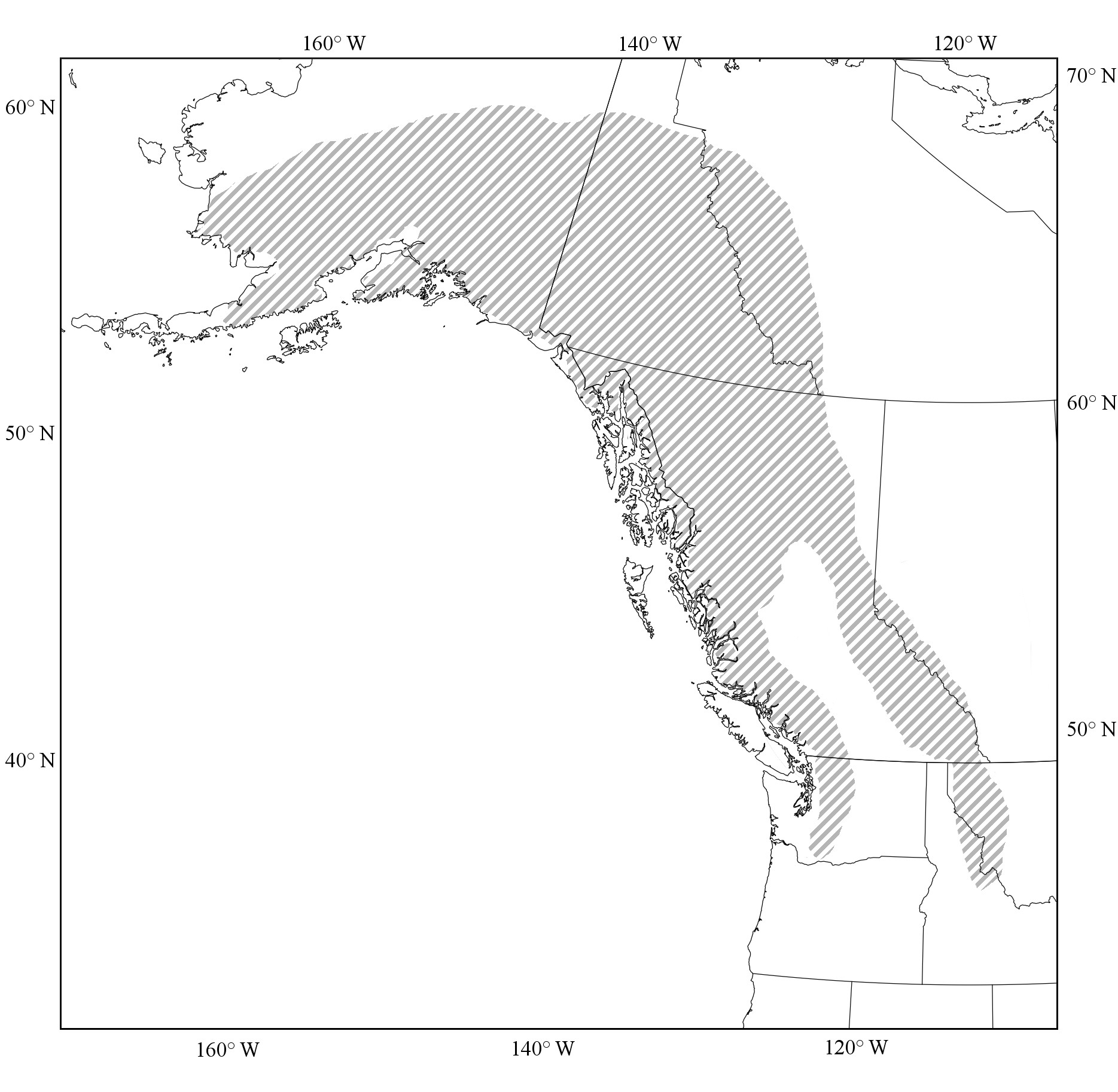
Distribución de la Marmota canosa.

La marmota canosa habita predominantemente en ambientes alpinos montañosos a una elevación de 2,500 metros (8,200 pies), aunque la población costera también se extiende cerca del nivel del mar en la Columbia Británica y Alaska. Se encuentran marmotas canosas desde el sur de Washington y el centro de Idaho al norte, y se encuentran en gran parte de Alaska al sur del río Yukón. Viven por encima de la línea de árboles, en elevaciones desde el nivel del mar hasta los 2.500 metros (8.200 pies), dependiendo de la latitud, en terrenos rocosos o prados alpinos dominados por pastos, juncos, hierbas y parches del bosque Krummholz. Los mapas de distribución a menudo representan erróneamente las marmotas que habitan al norte del río Yukón en Alaska, esta región está ocupada por la Marmota de Alaska y no por la marmota canosa. También se encuentran marmotas en varias islas de Alaska y fósiles que se remontan al Pleistoceno, incluidas algunas islas que ya no están habitadas por la especie.
Las tres subespecies actualmente reconocidas son:
Marmota caligata subsp. caligata – Alaska, Yukon, Territorios del Noroeste, norte de la columbia británica
Marmota caligata subsp. cascandensis – Cordillera de las Cascadas, desde Columbia Británica a Washington
Marmota caligata subsp. okanagana – Montañas Rocosas desde Yukon a Montana y Idaho

## Comportamiento y alimentación
Las marmotas canosas son diurnas y herbívoras, que subsisten de hojas, flores, hierbas y juncias. Los depredadores incluyen águila real, osos, glotones, coyotes, zorros rojos, linces, lobos y pumas. Viven en colonias de hasta 36 individuos, con un territorio de aproximadamente 14 hectáreas (35 acres). Cada colonia incluye un solo macho dominante, adulto, hasta tres hembras adultas, a veces con un macho adulto subordinado, y una cantidad de jóvenes y subadultos de hasta dos años de edad.

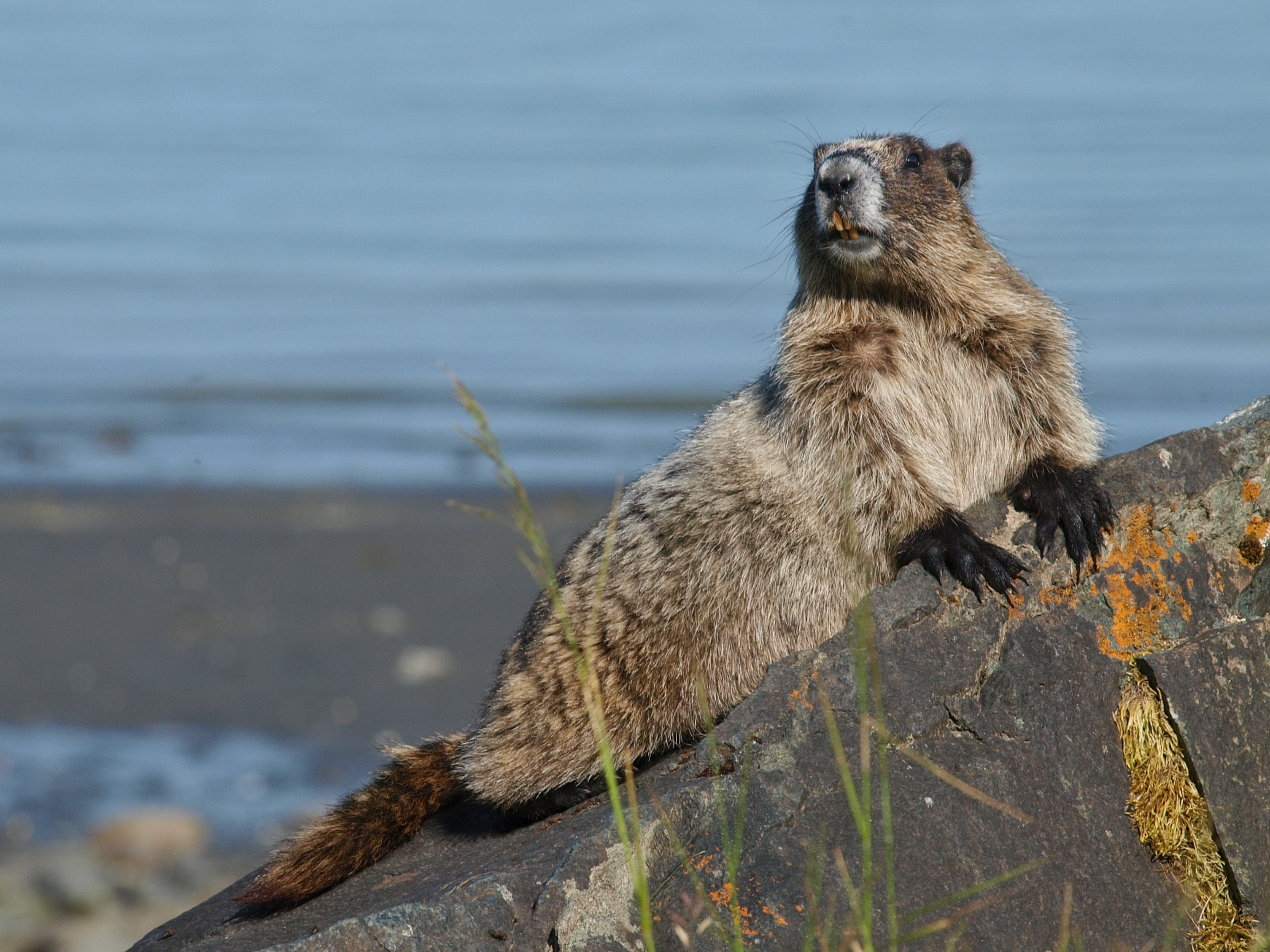
Marmota tomando el sol Juneau, Alaska

Las marmotas hibernan de siete a ocho meses al año en madrigueras que excavan en el suelo, a menudo entre rocas o debajo de ellas. Cada colonia generalmente mantiene un único hibernáculo y una serie de madrigueras más pequeñas, utilizadas para dormir y refugiarse de los depredadores. Las madrigueras de refugio son el tipo más simple y más numeroso, que consiste en un solo agujero de perno de 1 a 2 metros (3 pies 3 pulgadas a 6 pies 7 pulgadas) de profundidad. Cada colonia cava un promedio de cinco de esas madrigueras al año, y una colonia madura puede tener más de cien. Las madrigueras para dormir y la hibernácula son más grandes y complejas, con múltiples entradas, cámaras profundas forradas con material vegetal y que se extienden hasta una profundidad de unos 3,5 metros (11 pies). Una colonia puede tener hasta 9 madrigueras regulares para dormir, además del hibernáculo más grande

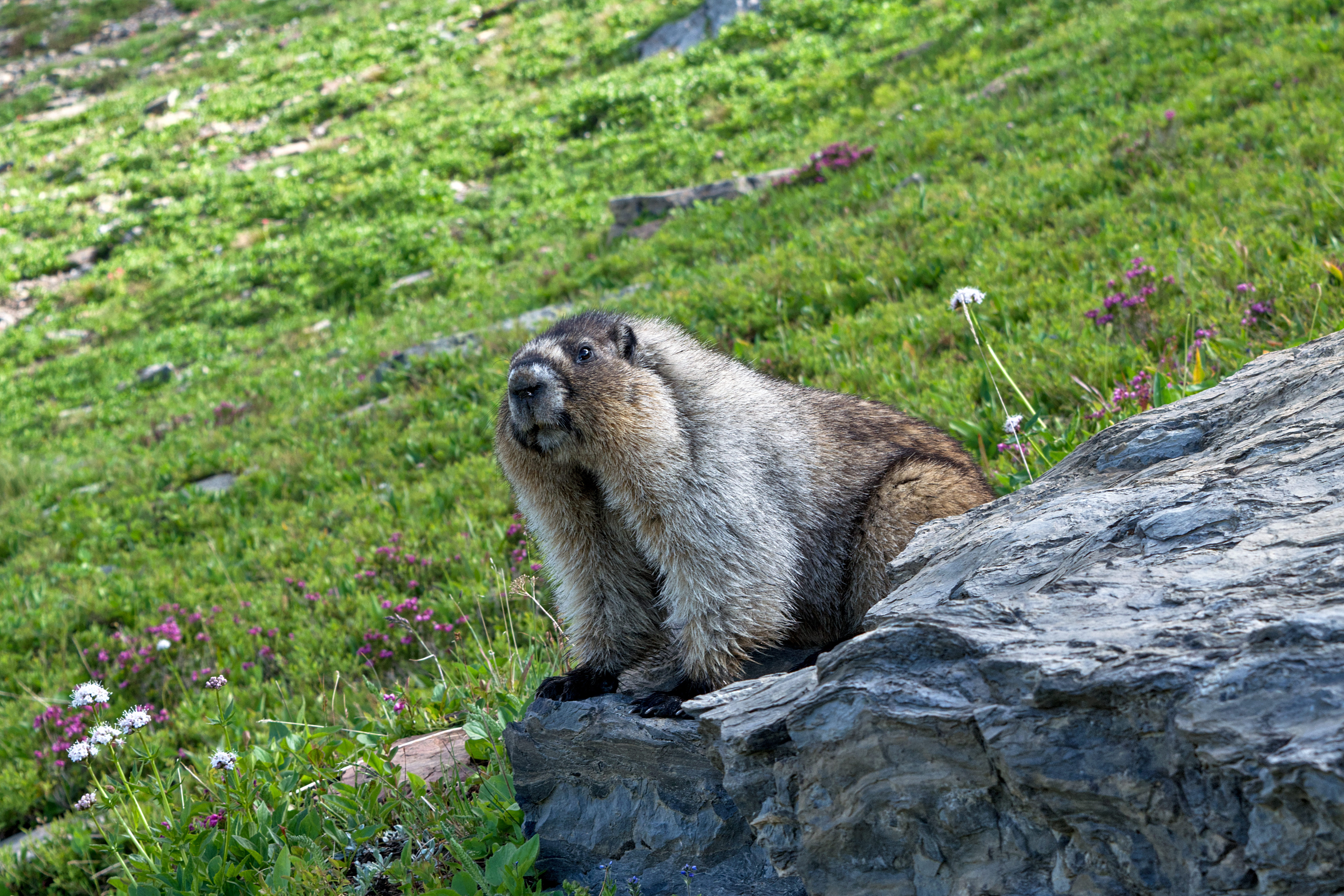
Marmota canosa en el parque nacional de los Glaciares

Se han observado muchas formas de comportamiento social entre las marmotas canosas, incluyendo peleas de juego, lucha libre, aseo social y tocarse de nariz a nariz. Tal actividad se vuelve particularmente frecuente a medida que se aproxima la hibernación. Las interacciones con individuos de otras colonias son menos comunes, y generalmente hostiles, con hembras que ahuyentan a los intrusos. Las marmotas canosas también son animales vocales, con al menos siete tipos distintos de llamadas, que incluyen chirridos, silbidos, gruñidos y gemidos. Muchas de estas llamadas se usan como alarmas, alertando a otros animales de posibles depredadores. También se comunican utilizando el aroma, tanto por defecación, como marcando rocas o plantas utilizando glándulas de olor en sus mejillas.
Con frecuencia, las marmotas suelen solearse en las rocas, dedicando hasta el 44% de su tiempo en la mañana a hacerlo, aunque se refugiarán en sus madrigueras o buscarán sombra en un clima especialmente cálido. Se alimentan por el resto del día, regresando a sus madrigueras para dormir durante la noche.

## Reproducción
Las marmotas canas se reproducen poco despuéso o incluso antes,de la salida de las madrigueras de hibernación en mayo y en algunas áreas ya en febrero. El cortejo consiste en olfatear la región genital, seguida de un montaje, aunque también se ha observado un montaje entre hembras. Las hembras generalmente crían camadas solo en años alternos, aunque en ocasiones se han reportado frecuencias mayores y menores.
La gestación dura de 25 a 30 días, por lo que la camada de dos a cinco crías nace entre fines de mayo y mediados de junio. Los jóvenes emergen de su guarida de nacimiento a las tres o cuatro semanas de edad, momento en el cual tienen un abrigo de piel completo y ya están siendo destetados. Los jóvenes son inicialmente cautelosos, pero comienzan a exhibir toda la gama de conductas adultas no reproductivas dentro de unas cuatro semanas después de salir de la madriguera. Los subadultos inicialmente permanecen con su colonia de nacimiento, pero generalmente se van a los dos años de edad, y llegan a ser completamente sexuales al año siguiente.